# Philoscia truncatella
Philoscia truncatella är en kräftdjursart som beskrevs av Gustav Budde-Lund 1902. Philoscia truncatella ingår i släktet Philoscia och familjen Philosciidae. Inga underarter finns listade i Catalogue of Life.